# Goniothalamus ridleyi
Goniothalamus ridleyi är en kirimojaväxtart som beskrevs av George King. Goniothalamus ridleyi ingår i släktet Goniothalamus och familjen kirimojaväxter. Utöver nominatformen finns också underarten G. r. fasciculatus.